# 愛·子
是一部2022年英美法合拍的劇情片，由費洛里安·齊勒執導並與基斯杜化·咸頓共同編劇，主演陣容包括休·傑克曼、蘿拉·鄧恩、凡妮莎·寇比、贊·麥格拉思（Zen McGrath）、休·卡西和安東尼·霍普金斯。本片改編自齊勒的2018年舞台劇，為心靈三部曲之一，另外兩部為（改編成2020年電影）與《母親》。講述彼得（Peter，傑克曼飾演）與新伴侶貝絲（Beth，寇比飾演）因生活而忙得不可開交，當前妻凱特（Kate，鄧恩飾演）帶著與彼得的青少年兒子尼可拉斯（Nicholas，麥格拉思）出現時，他們的生活陷入混亂。
《愛·子》2022年9月7日登上第79屆威尼斯影展首映，2023年1月20日在美國有限上映。本片整体评价褒贬不一，評論家稱讚傑克曼、鄧恩、寇比的演出表現，但批評導演、編劇和麥格拉思的表演。

## 演員
- 休·傑克曼飾演彼得（Peter）
- 蘿拉·鄧恩飾演凱特（Kate）
- 凡妮莎·寇比飾演貝絲（Beth）
- 贊·麥格拉思（Zen McGrath）飾演尼可拉斯（Nicholas）
- 休·卡西（英语：Hugh Quarshie）飾演哈里斯醫生（Doctor Harris）
- 安東尼·霍普金斯飾演安東尼·米勒（Anthony Miller）

## 製作
編導費洛里安·齊勒在被宣布入圍第93屆奧斯卡金像獎後透過Zoom接受Deadline Hollywood採訪，表示將自己的戲劇《兒子》改編成電影。2021年4月，休·傑克曼和蘿拉·鄧恩被選為電影的主演。2021年6月，凡妮莎·寇比加入演出陣容。
主要拍攝在2021年8月展開作業。截至2021年10月，拍攝已殺青。據報導，安東尼·霍普金斯和贊·麥格拉思（Zen McGrath）也加入了演出陣容，其中前者曾與導演在《父親》（2020年）中合作，並藉此贏得奧斯卡最佳男主角獎。

## 發行
2021年7月，索尼经典电影獲得《愛·子》的美國發行權。同月，胜图娱乐獲得了英國、比荷盧聯盟、義大利、斯堪的納維亞和冰島的發行權；但該公司的英國分部之後關閉。本片2022年9月7日登上第79屆威尼斯影展作全球首映。北美首映同月在多倫多國際影展上舉行。電影2022年11月11日在美國有限上映，並在幾週後擴大發行；有限上映之後改為11月25日，為期一週，僅在紐約市和洛杉磯，2023年1月20日在全美上映。

## 奬項
| 年份 | 颁奖典礼             | 奖项       | 入圍者               | 结果 |
| ---- | -------------------- | ---------- | -------------------- | ---- |
| 2023 | 第36屆中國電影金雞獎 | 最佳外语片 | 《困在心緒里的兒子》 | 提名 |

## 外部連結
- 互联网电影数据库（IMDb）上《愛·子》的资料（英文）